# Hôtel-Dieu (Gonesse)

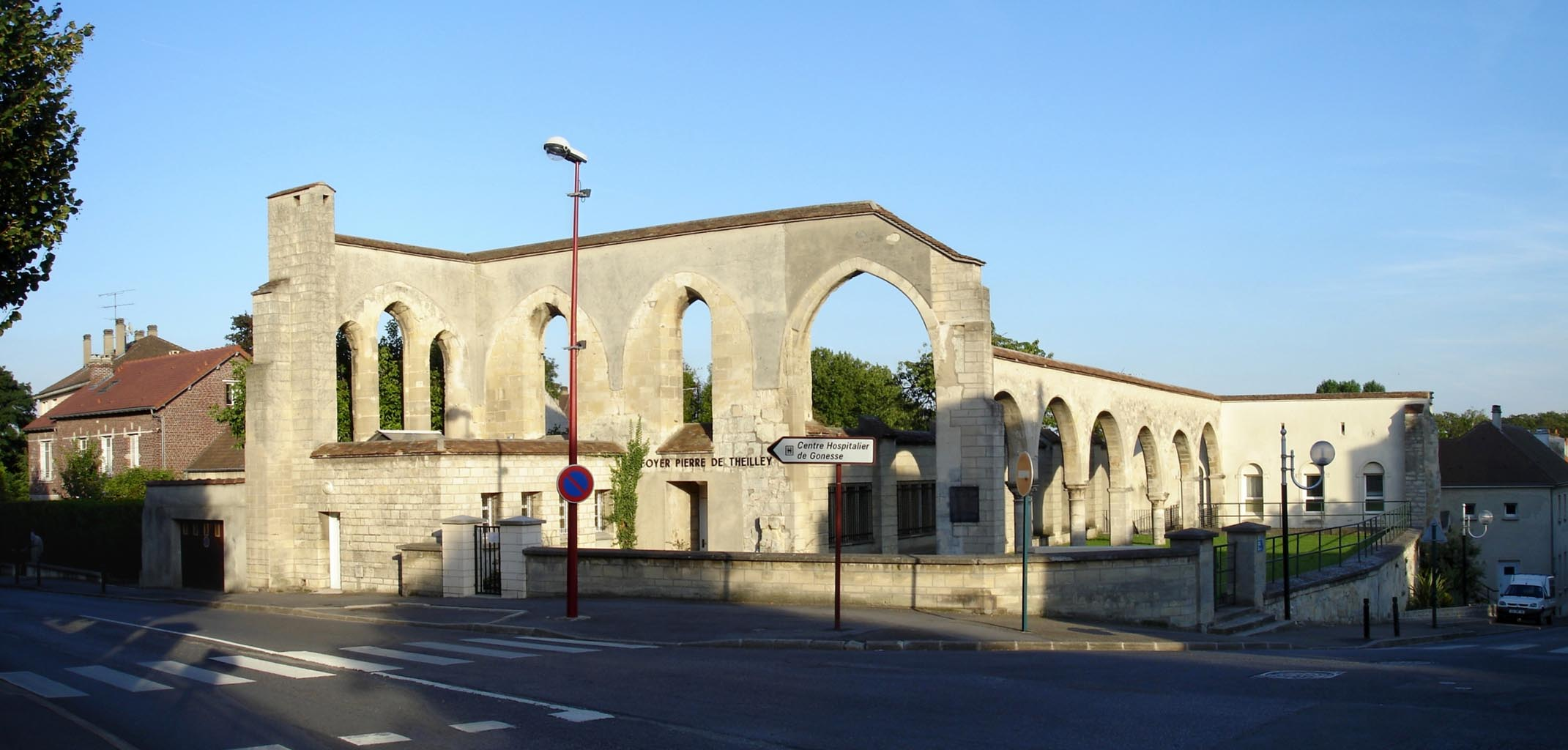
Hôtel-Dieu in Gonesse

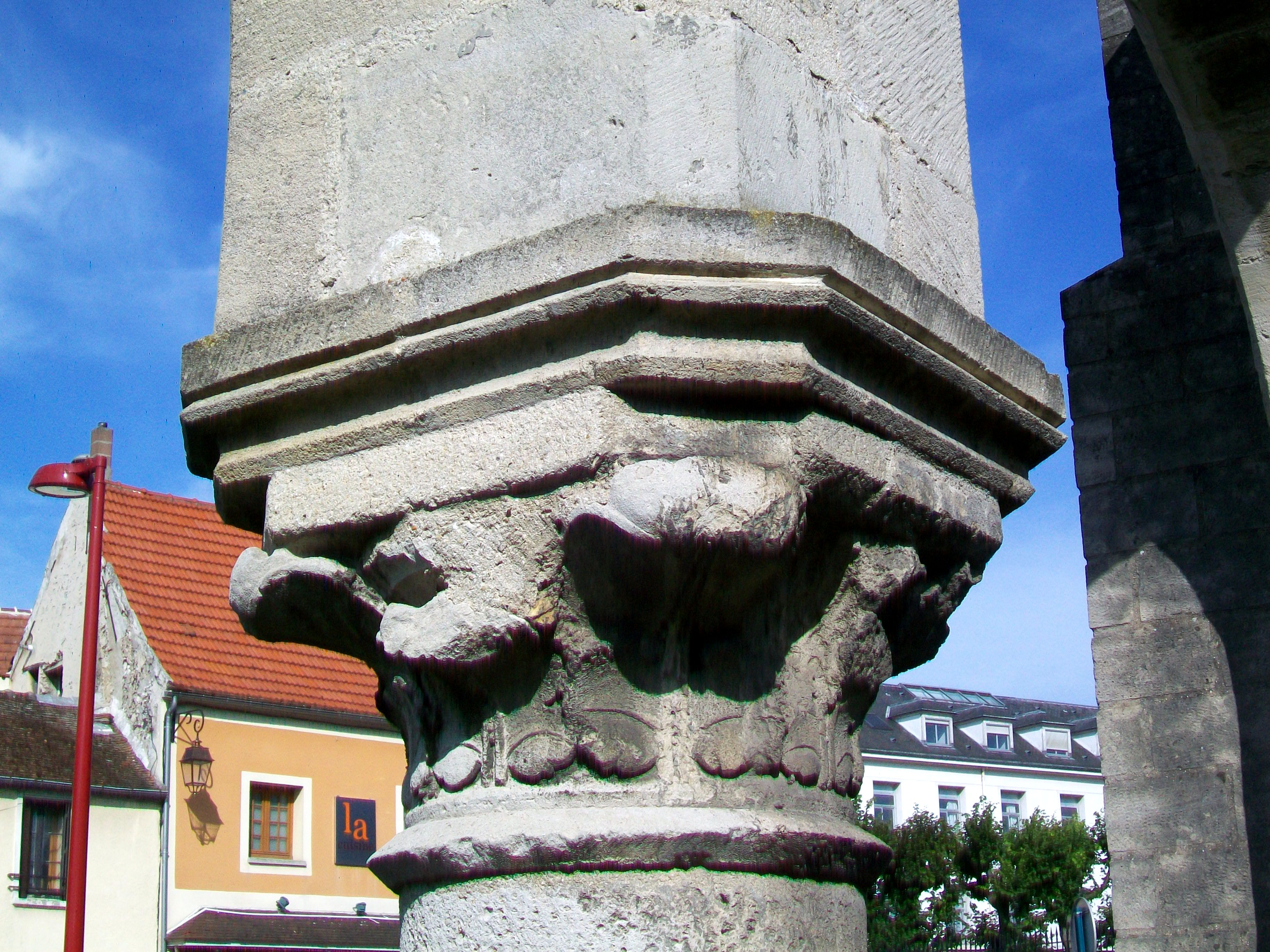
Säule mit Kapitell

Das Hôtel-Dieu in Gonesse, einer Gemeinde im Département Val-d’Oise in der französischen Region Île-de-France, wurde ab dem ersten Viertel des 13. Jahrhunderts errichtet. Seit 1937 stehen die Reste des ehemaligen Hôtel-Dieu an der Rue Bernard Février als Monument historique auf der Liste der Kulturdenkmäler in Frankreich.

## Geschichte
Das Hôtel-Dieu wurde 1208 durch Pierre du Thillay („bailli de Caen, sénéchal de Normandie, choisisson de Bocq, prévôt de Paris et bailli du domaine royal d’Orléans“), der in der Gunst des französischen Königs Philipp II. stand, gestiftet.
Das Hauptgebäude, in Form einer Kapelle, wurde 1621 vergrößert. Als man zwischen 1839 und 1841 auf der gegenüberliegenden Straßenseite einen Krankenhausneubau erstellte, ließ man die alten Gebäude verfallen. Diese wurden 1955 zum größten Teil abgerissen, sodass heute nur noch die Bögen des ehemaligen Kreuzgangs zu sehen sind. Die Säulen sind mit skulptierten Kapitellen geschmückt.